# Santiago Casares Quiroga

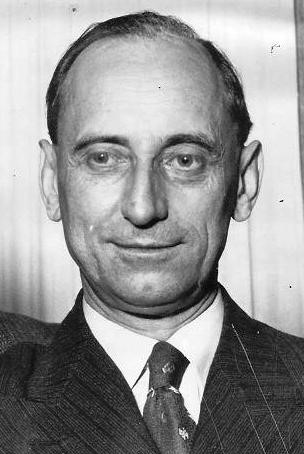
Santiago Casares Quiroga, 1936.

Santiago Casares Quiroga (A Coruña, 8 mei 1884 - Parijs, 17 februari 1950) was een Spaans (Galicisch) staatsman. Hij studeerde rechten en was actief als jurist. In 1930 sloot hij zich aan bij de Organización Republicana Gallega Autónoma (ORGA). De ORGA streefde naar regionale autonomie voor Galicië binnen een Spaanse Republiek.
In 1930 sloot hij zich aan bij het Revolutionair Comité van de republikeinen en sociaaldemocraten. Het Revolutionaire Comité streefde naar de stichting van een democratische republiek. De gemeenteraadsverkiezingen van 1931 verliepen succesvol voor de republikeinen en sociaaldemocraten, waarna in april van dat jaar de republiek werd uitgeroepen. In de voorlopige regering van de republiek was Casares minister van Marine en van 1931-1933 was hij minister van Binnenlandse Zaken in de regering-Azaña. Casares zette zich als minister vooral in voor de Galicische autonomie.
In 1933 ging de ORGA op in de Acción Republicana van Manuel Azaña en werd Casares de tweede man van de partij. De Acción Republicana fuseerde in 1934 ten slotte met andere linkse republikeinse partijen waarna de Izquierda Republicana ontstond.
In februari 1936 werd Azaña premier van een linkse Volksfront-regering. Toen Azaña in mei 1936 president van de republiek werd, volgde Casares hem op als premier. 
Op 18 juli 1936, in de nacht na het uitbreken van de Spaanse Burgeroorlog, diende hij zijn ontslag in bij Azaña. In die fatale nacht probeerde Diego Martínez Barrio tevergeefs een compromisregering te vormen, waarna de vakbondsleider Largo Caballero als premier de strijd met de opstandige generaals aanging. Casares Quiroga ging in ballingschap.